# Монастыри Санкт-Петербурга
Монастыри Санкт-Петербурга

## Александро-Невская Лавра
На территории современной России из двух лавр, (Троице-Сергиевой и Александро-Невской), последняя является самой молодой. Царь лично сам выбрал для неё место после основания города (Санкт-Петербург был заложен 16 (27) мая 1703 г. в день Пресвятой Троицы), где по преданию произошла битва между князем Александром и шведами под начальством Ярла Биргера. Петр ошибся, когда установил крест для указания места начала постройки обители в 1710 г. На самом деле битва произошла выше по течению Невы. Лишь только в 1797 столичная монашеская обитель получила титул лавры.
Возведение современного монастырского комплекса началось по широкомасштабному проекту Д.Трезини в 1715 г. С 1714 г. при лавре действовала богадельня, в 1720 г. открылась типография, а в 1721 г. открылась «Славянская школа», ставшая основой для всех духовных заведений в столице.
Устав лавры составил видный русский церковный деятель Феофан Прокопович.
30 августа 1724 г. в лавру лично Петром были перенесены мощи благоверного князя Александра Невского. Перед Октябрьской социалистической революцией в лавре имелось 11 храмов. Будучи центром духовного образования, лавра собрала богатейшую библиотеку и архив, которые размещались в семинарском корпусе. В 1910 г. было открыто древлехранилище — собрание исторических предметов.
После Реворлюции лавра была взята штурмом при участии видной большевистской активистки Коллонтай. Последний митрополит Вениамин расстрелян. После этого городские власти изъяли у братии все жилые помещения, оставив временно храмы. В 1923 г. в лавре был организован «Музей-некрополь», позже переименованный в музей городской скульптуры.
Закрытие храмов завершилось в 1936 г. Но весь ансамбль был объявлен памятником архитектуры. В 1991 г. принято решение о возвращении епархии всего комплекса лавры.
К монастырю относятся кладбища: Лазаревское, Тихвинское и Никольское.
Перед собором находится так называемая «коммунистическая площадка», ранее использовавшаяся для захоронения функционеров режима. В 50-е годы, как помнят коренные жители города, здесь были погребены несколько лётчиков, могилы которых были отмечены деревянными пропеллерами. За прошедшее время число могил на северной части площадки заметно уменьшилось, а на их месте был установлен монумент, посвящённый 2000-летию христианства.

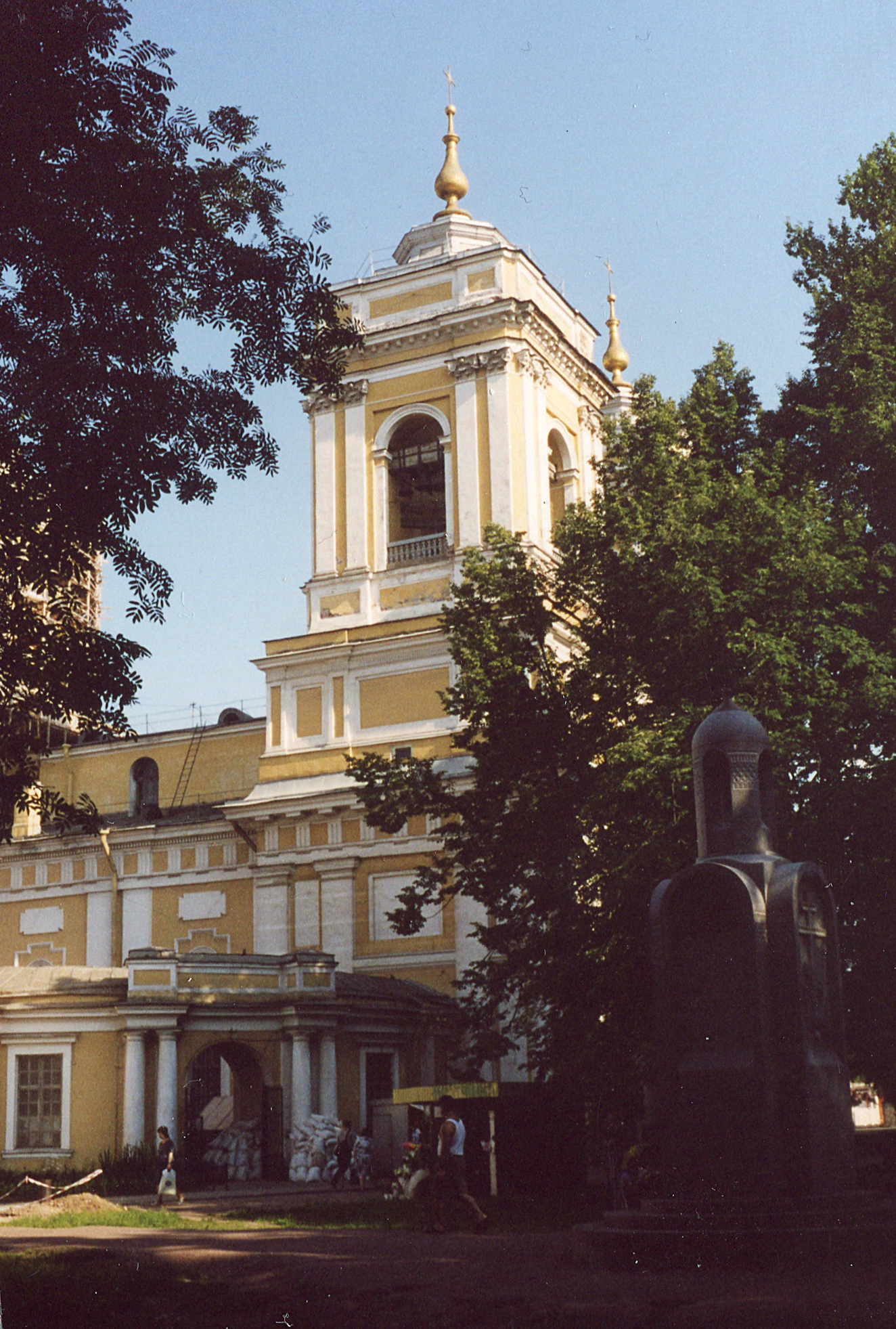
Собор пресвятой Троицы 
Монастырский собор стоит в центре всего ансамбля. Заложен 30.08.1778 г. по проекту И. Е. Старова. Собор был объявлен кавалерским и в 1797 г. над входом в собор было укреплено рельефное изображение ордена Александра Невского, а для кавалеров ордена построен зал. При изъятии церковных ценностей собор был безжалостно ограблен, а 16.08.1933 был закрыт и передан Политпросвету под дом занимательной науки. При советской власти на площади перед собором была устроена «коммунистическая площадка», где беспорядочно производились захоронения деятелей режима. Затем, после оживления религиозной деятельности в Лавре и превращении её в значительный туристический объект, произведены работы по наведению порядка.
Собор был возвращен верующим 12.09.1957 г. Значительным событием в жизни христианского населения города было обретение иконы Божией матери Тихвинской, поклонение которой на её пути в Тихвинский монастырь летом 2006 года производилось в этом соборе.
 Церковь Праведного Лазаря   (кладбищенская)
/Лазаревское кладбище/
Находится на месте самой старой церкви лавры, над могилой любимой сестры Петра Натальи, чьи останки были потом перенесены в Благовещенскую церковь. В 1787 году храм был расширен. При большевистском режиме сюда был перенесен ряд надгробий из разгромленных при организации музея Федоровской и Духовской церквей лавры. После пристройки притвора на средства графа Н. П. Шереметева церковь использовалась как семейная усыпальница Шереметевых и здесь был похоронен фельдмаршал Б. П. Шереметев.

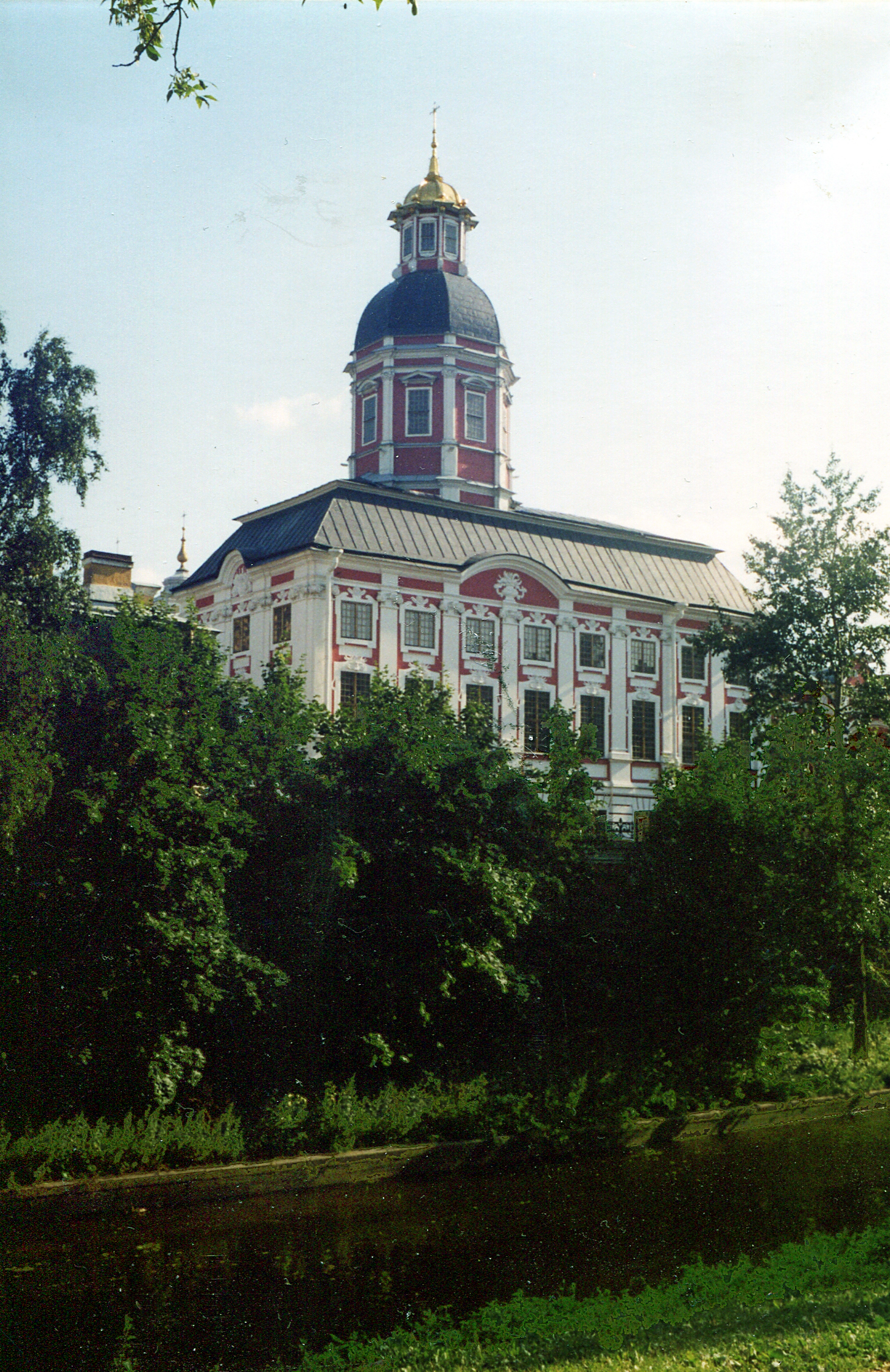
Церковь Благовещения Пресвятой Богородицы

 Церковь Благовещения Пресвятой Богородицы. 
Старейшая из церквей лавры. Построена в 1717—1723гг, в третью годовщину Ништадтского мира. Она состоит из двух церквей: верхняя посвящена Александру Невскому, куда царь лично внёс мощи князя. Нижняя посвящена Благовещению.
В этой церкви находятся могилы известных в отечественной истории личностей, в том числе «здесь лежит Суворов», канцлера А. А. Безбородко, дипломата Н. И. Панина, президента Академии художеств И. И. Бецкого, фельдмаршала А. Г. Разумовского, обер-камергера И. И. Шувалова и др.
Здесь находятся погребения малолетних дочерей Александра Первого, В конце февраля 1933 г. церковь была закрыта, нижнюю передали музею, а верхнюю, несмотря на личное обращение А. М. Горького к секретарю областного комитета партии Жданову осквернили, разделив межэтажными перекрытиями.

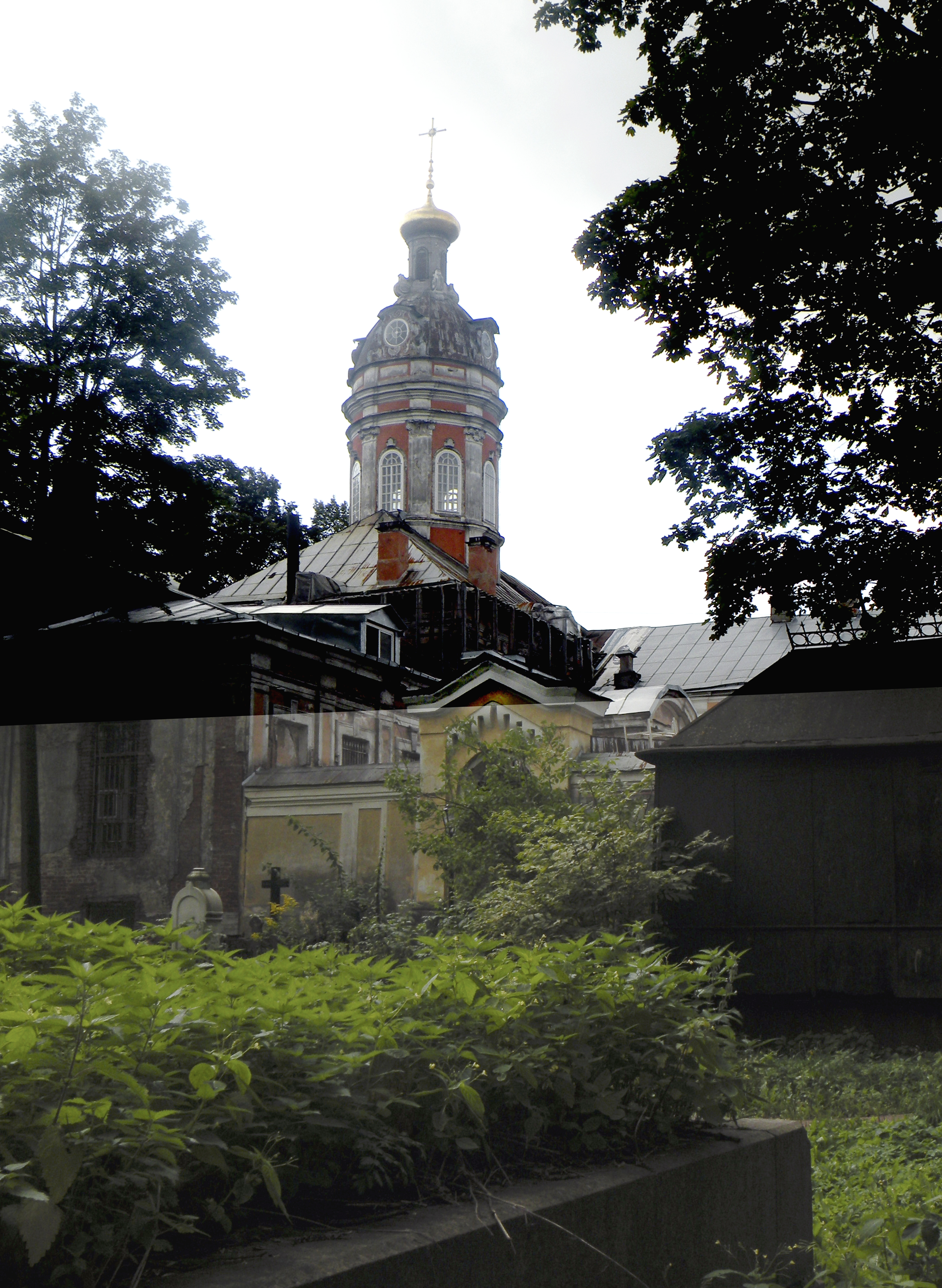
Церковь Благоверного князя Федора Ярославича и Иоанна Златоуста

 Церковь Благоверного князя Федора Ярославича 
Князь был братом Александра Невского.Фёдоровский корпус начат постройкой в 1725 г. архитектором Т.Швертфегером, продолжен в 1742 г. П. А. Трезини и закончен К. И. Росси. Юго-восточный угол Фёдоровкого (Братского) корпуса завершает симметрично Благовещенской расположенная двухэтажная церковь, заложенная 9.08.1785 г . Верхняя была посвящена Федору, нижняя- Иоанну Златоусту. Закрыта 2.09.1931 г.
 Исидоровская церковь 
/Пристроена к Фёдоровской и видна только с Никольского кладбища/

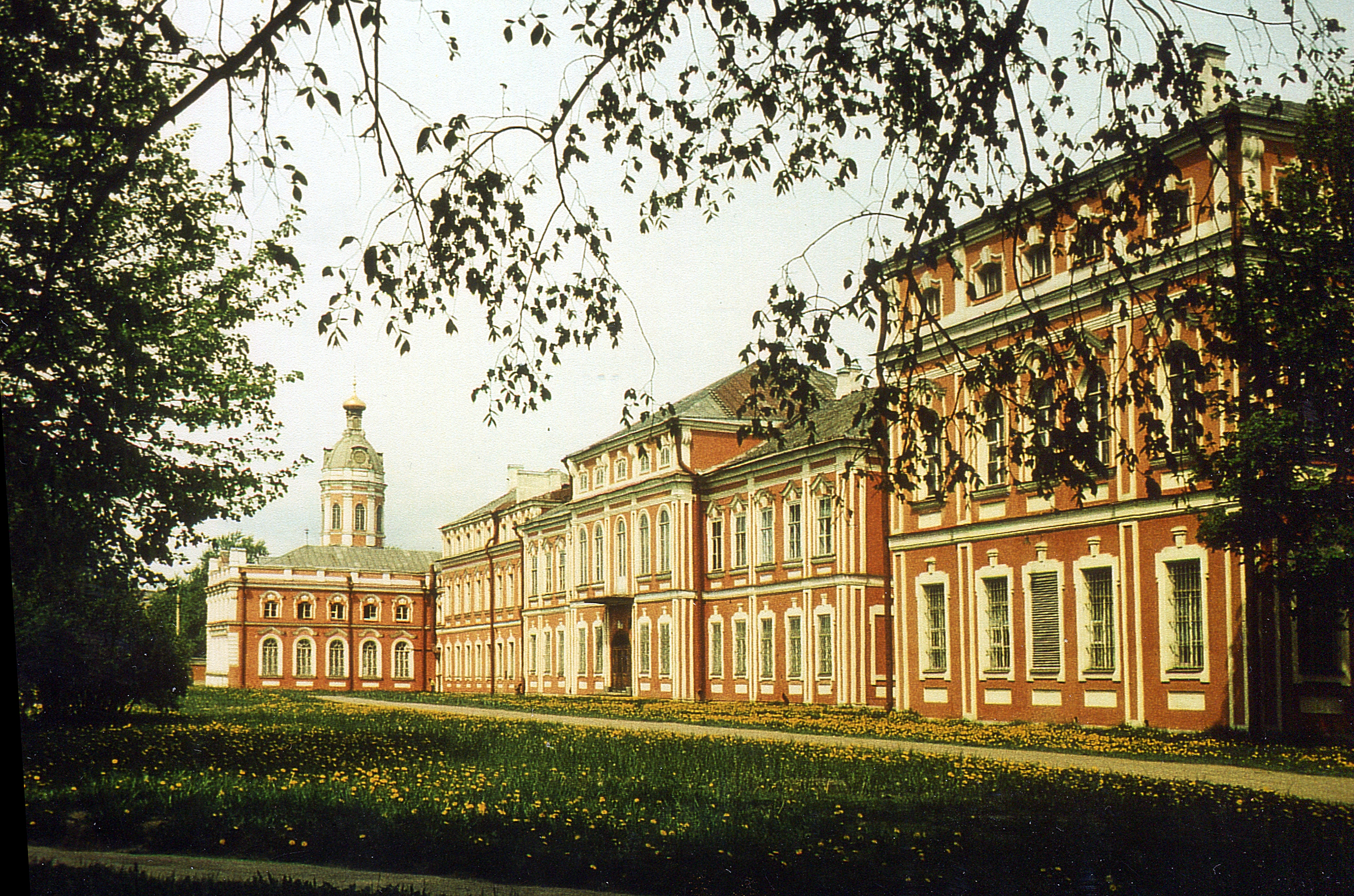
Митрополичий корпус Александро-Невской Лавры

 Архиерейский корпус (митрополичий) 
Архиерейский (или митрополичий) дом- выдающийся памятник гражданской архитектуры XVIII века. Построен в 1756 −1758 годах по проекту М.Д Расторгуева. Сюда была перенесена существовавшая ещё в юго-западных покоях с 1743 г. митрополичья церковь Во имя Всех Святых закрытая в начале 20-х годов.
  Церковь Сошествия Святого Духа. 
/Духовский корпус, связывающий Благовещенскую церковь с собором./
Расположена в Духовском корпусе, построенном по проекту Д.Трезини. Церковь заложена здесь 6.06.1820 по проекту местного (лаврского) архитектора Петрова В. П. Освящена 18.05.1822 г. В церкви было произведено более 170 погребений, в том числе княгини Е. И. Кутузовой- Смоленской, вдовы полководца; графа М. А. Милорадовича, убитого неврастеником Каховским; Графини Н. К. Загряжской («Пиковой дамы»); княгини Е. И. Голицыной « Ночная княгиня»); князя Г. С. Волконского и многих других лиц, оставивших по себе след в национальной истории и упоминаемых в литературе.
До своего закрытия в середине января 1936 г., особенно в 20-е годы, храм играл важную роль в духовной жизни города. Сразу же после закрытия началось разрушение интерьера и осквернение могил.
В 1949 г. Духовский корпус был возвращен епархии и в покоях митрополита была освящена церковь Александра Невского, но в 1961 г. корпус был снова отнята и в нём размещена станция переливания крови.
 Церковь Божией Матери Тихвинской (кладбищенская) 
/Тихвинское кладбище/
Из-за тесноты Лазаревского кладбища в 1823 г. напротив него было открыто новое, ныне называемое Тихвинским. Храм по проекту Н. П. Гребёнки здесь был заложен 26.09.1869 и освящен 2.02.1873 г.
На кладбище похоронены Ф. М. Достоевский, Н. М. Карамзин,В. А. ЖуковскиЙ, П. И. Чайковский, М. И. Глинка, Римский- Корсаков, В. Ф. Комиссаржевская и многие другие выдающиеся люди России. Церковь закрыта в сентябре 1931 г. и затем передана под почту.
Ныне здесь помещается научный отдел Музея. Кладбище превращено в «Некрополь мастеров искусств», причем при его устройстве большинство старых могил было уничтожено, а около шестидесяти памятников перенесено с других кладбищ города.
 Церковь Святителя Николая Чудотворца (кладбищенская) 
/Никольское кладбище/
В 1861 году был утверждён проект Г. И. Карпова на устройство третьего лаврского кладбища . По его же проекту два года строилась церковь Святителя Николая Чудотворца . На кладбище вокруг неё похоронены последние митрополиты Ленинграда, а также герой обороны Порт-Артура генерал-лейтенант Р. И. Кондратенко, адмирал Г. И. Бутаков, писатель И. А. Гончаров, историки С. Н. Шубин и М. Н. Ковалевский, геофизик князь Б. Б. Голицын,Литературовед Ф. Д. Батюшков. Эти и прочие могилы находятся в запущенном состоянии. Некоторые памятники перенсены. Церковь закрыта в ноябре 1932 г., но в мае 1985 снова освящена. Здесь же погребена противница чеченской войны Галина Старовойтова, которую в демократических кругах прочили на пост Военного Министра и первый и последний мэр Санкт-Петербурга Анатолий Собчак.

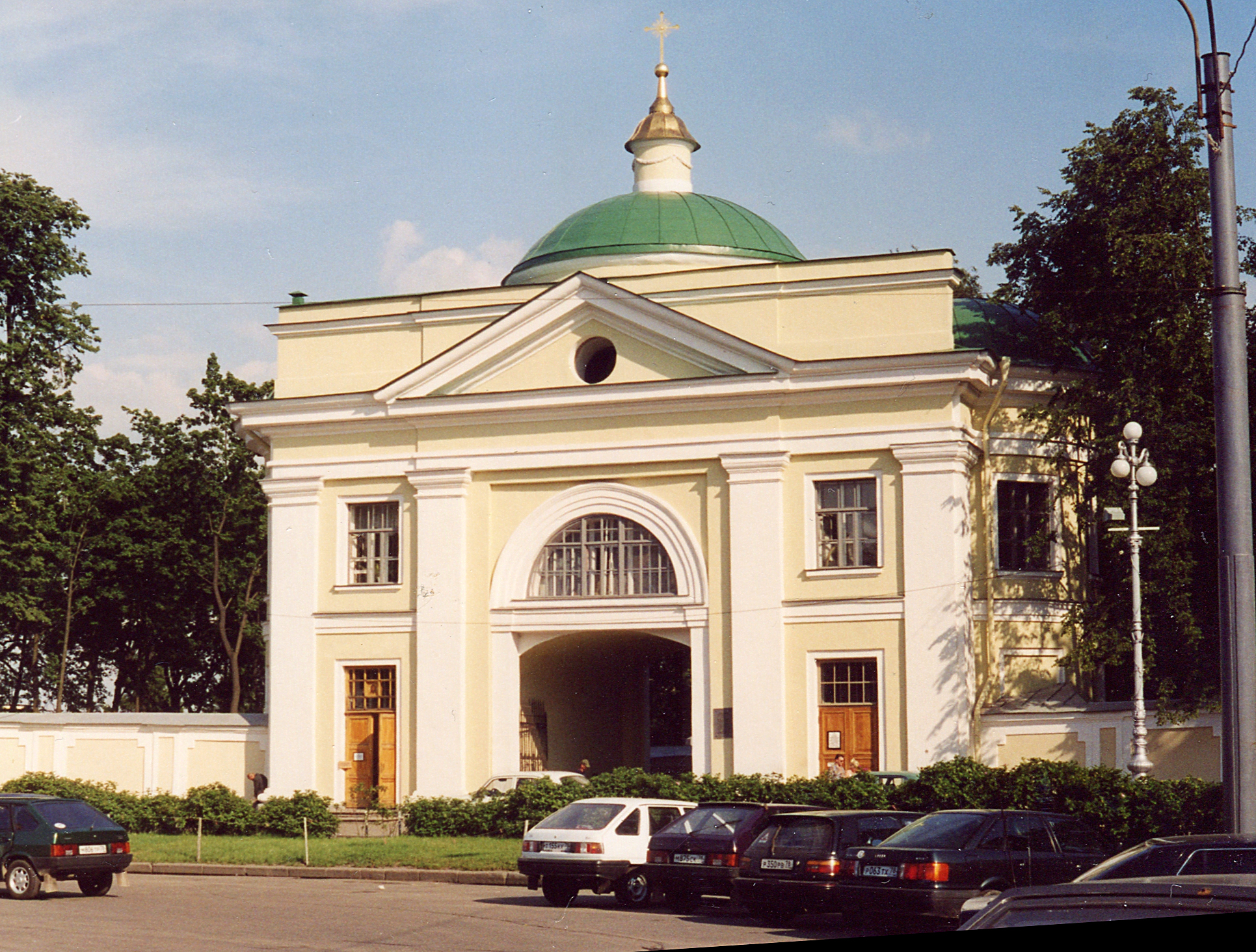
Церковь Божией матери всех скорбящих радости (надвратная)

 Церковь Божией матери всех скорбящих радости (надвратная)  (Overgate Church)
В 1783 г. по проекту И. Е. Старова на площади началась постройка каменных Святых ворот. В них на втором этаже 15.07.1786 г. была освящена приходская церковь. Известна тем, что при похоронах Суворова возникло сомнение в том, что его высокий катафалк не сможет пройти под аркой ворот. Однако, оказавшийся поблизости солдат успокоил всех «Он везде проходил»—сказал суворовский ветеран. Закрыта в октябре 1931 г. Долгое время в ней размещалась дирекция Музея городской скульптуры. 30.04. 1993 власти приняли решение о возвращении церкви епархии.
 Церковь Пресвятой Троицы 
/ Октябрьская набережная, (дорога правого берега), 18-22/
В 1820 г. Митрополит Александро-Невской Лавры основал здесь небольшой монастырь- отделение Лавры. В центре его стояла церковь, которую Архитектор лавры Карпов Г. И. начал в 1861 и окончил в 1864 годах. Храм закрыт в июне 1937 г. Летом 1938 г. была взорвана надвратная колокольня и снесены купола. В настоящее время церковь восстановлена. В Троицу 1993 г. здесь снова состоялся молебен.

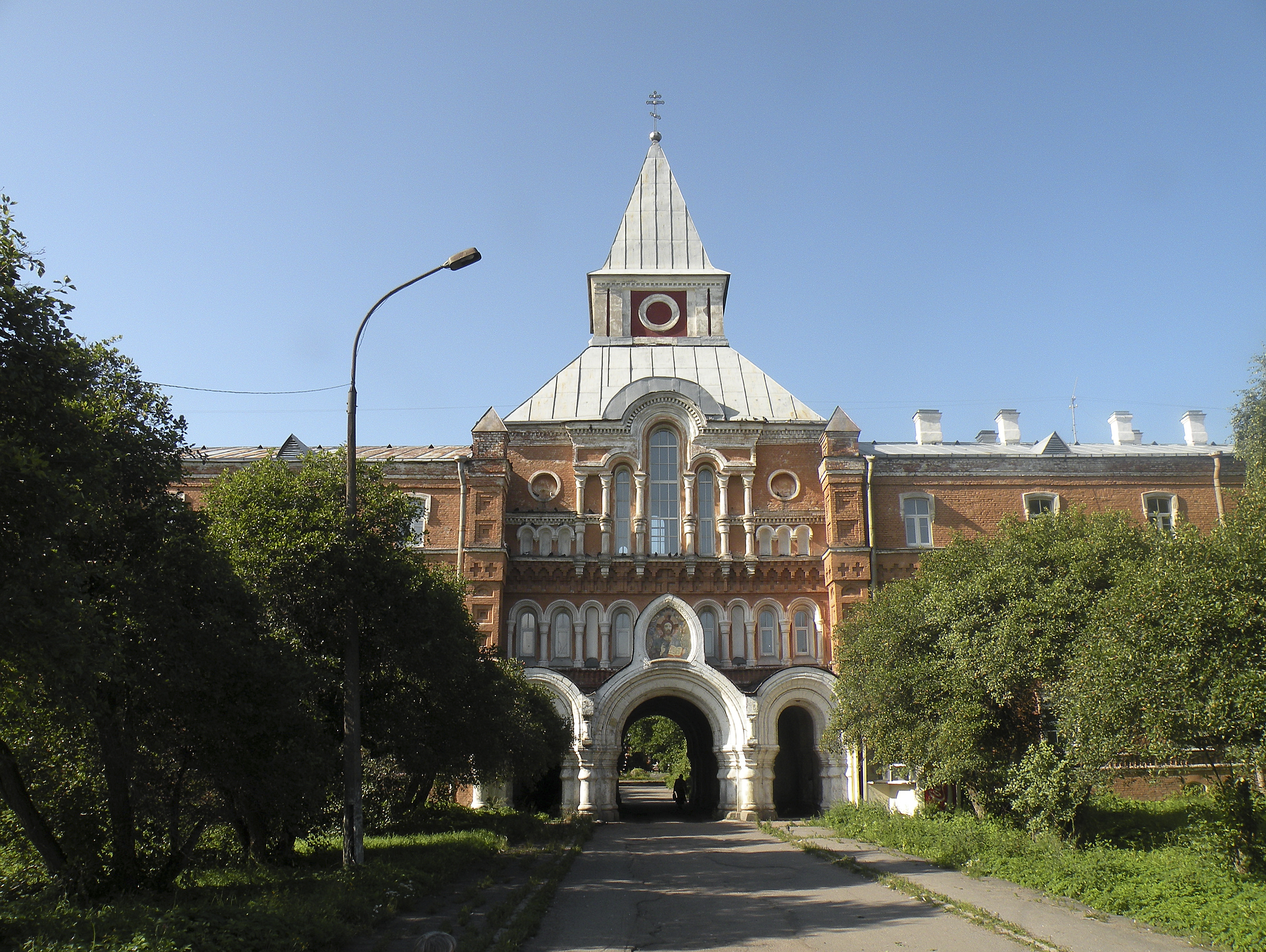
Троице-Сергиева Приморская Пустынь. Входные ворота.

## Свято-Троицкая Сергиева Приморская мужская пустынь
/ Санкт-Петербургское шоссе, 15/.
Пустынь основана архимандритом Варлаамом (Высоцким) в 1732г, настоятелем Троице-Сергиевой лавры под Москвой. Императрица Анна Иоанновна, духовником которой был Варлаам, подарила для обители бывшее владение своей сестры — царевны Екатерины Иоанновны, герцогини Мекленбург-Шверинской. В 1756 году по проекту П. А. Трезини были выстроены из кирпича кельи.
В 1764 монастырь, в котором тогда жило 20 монахов, отделился от лавры и стал управляться собственным архимандритом. Перед Социалистической революцией в октябре 1917 в монастыре было 7 храмов и жило около 100 человек братии, из среды которых по традиции выбирались судовые священники для русского военного флота.
Со времен Екатерины Второй на кладбище хоронили умерших из знатных и родовитых семей Санкт-Петербурга: Апраксиных, Мятлевых, Нарышкиных, Чичериных, Строгановых, Дурасовы и других. Здесь погребены дочери и внуки Суворова и Кутузова, канцлер Горчаков, архитекторы Штакеншнейдер и Горностаев.
Многие склепы и часовни были подлинными произведениями искусства, а само кладбище считалось одним из наиболее красивых в Европе.

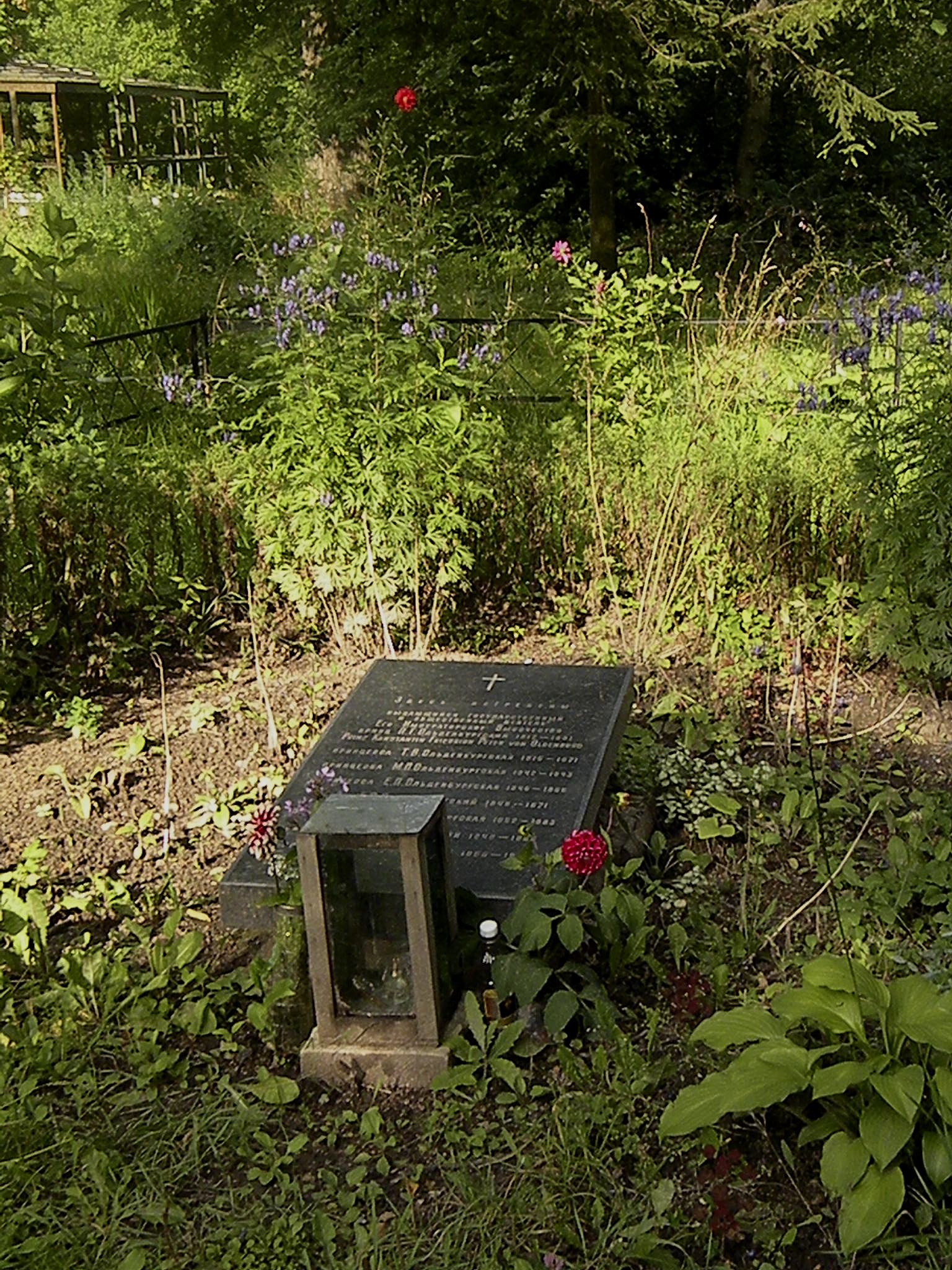
Всё, что осталось от фамильного захоронения герцогов Ольденбургских.

Все это было варварски безжалостно уничтожено после того, как в 1919 году пустынь была закрыта, хотя богослужения в некоторых храмах продолжались ещё 10 лет. Затем братия была в основном разогнана, хотя оставалось около десятка стариков, живших среди учреждённой здесь детской колонии.
В 1930 году колонию сменила школа подготовки начсостава РККА им. Куйбышева. Во время Второй мировой войны пустынь находилась на оккупированной территории около двух с половиной лет. 

Огромное кладбище, на котором были погребены многие видные деятели русской истории, в том числе и принцы Ольденбургские, было снесено окончательно, когда в оставшиеся помещения въехала в 1964 г. средняя школа милиции, сравнявшая могилы петербуржцев с землёй и превратившая кладбище в плац для маршировок. 

Сейчас на бывшем кладбище имеются могилы канцлера Горчакова (последнего лицеиста и учителя Бисмарка) и архитекторов Штакеншнейдера и Горностаева. 

В 1973 то, что осталось от обители, было поставлено под государственную охрану. 29 марта 1993 года было принято решение о поэтапной передаче комплекса епархии. В настоящее время немногие сохранившиеся остатки зданий восстановлены. В 1993 году произошло возрождение пустыни.

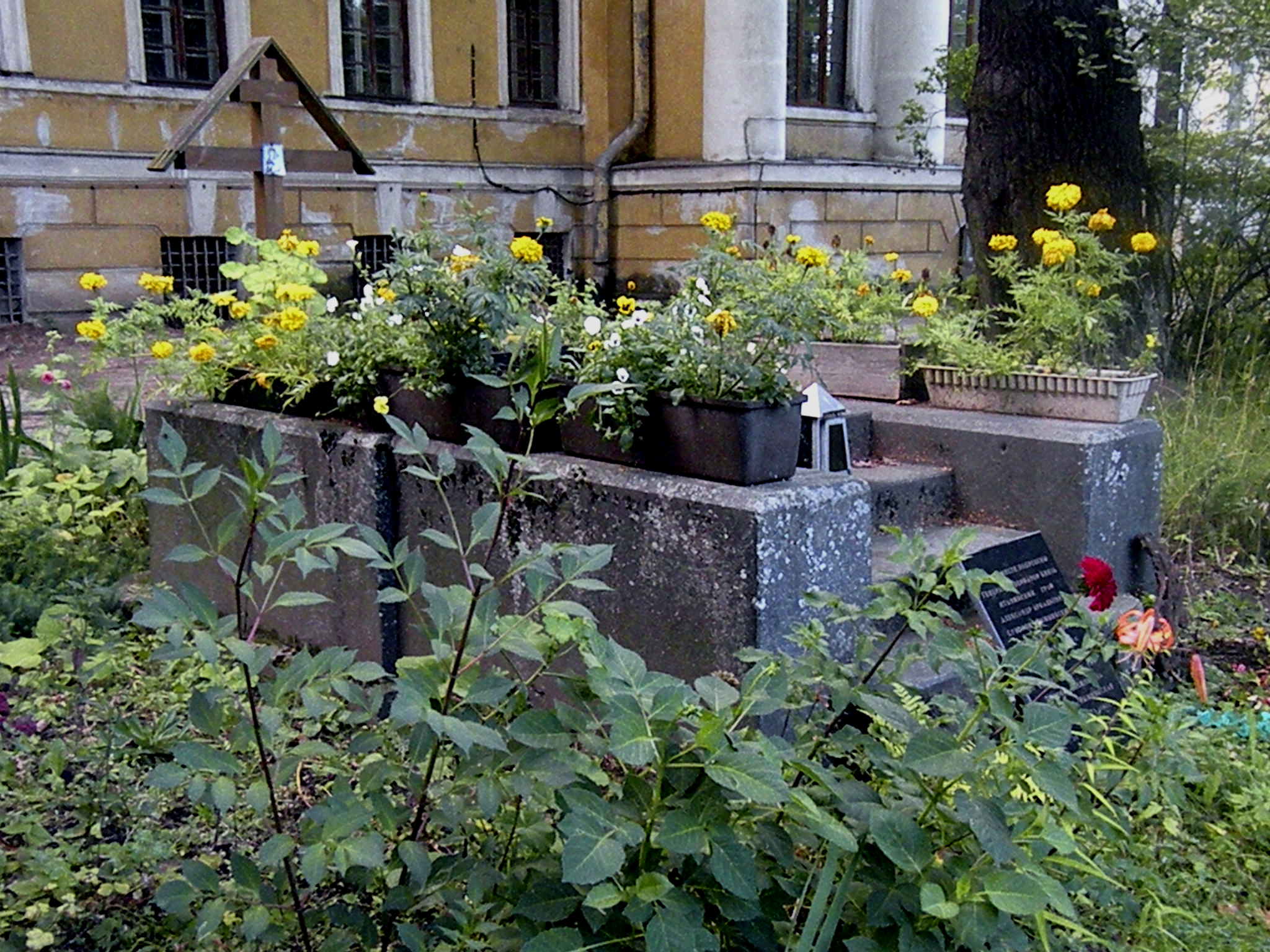
Могила А.А.Суворова.
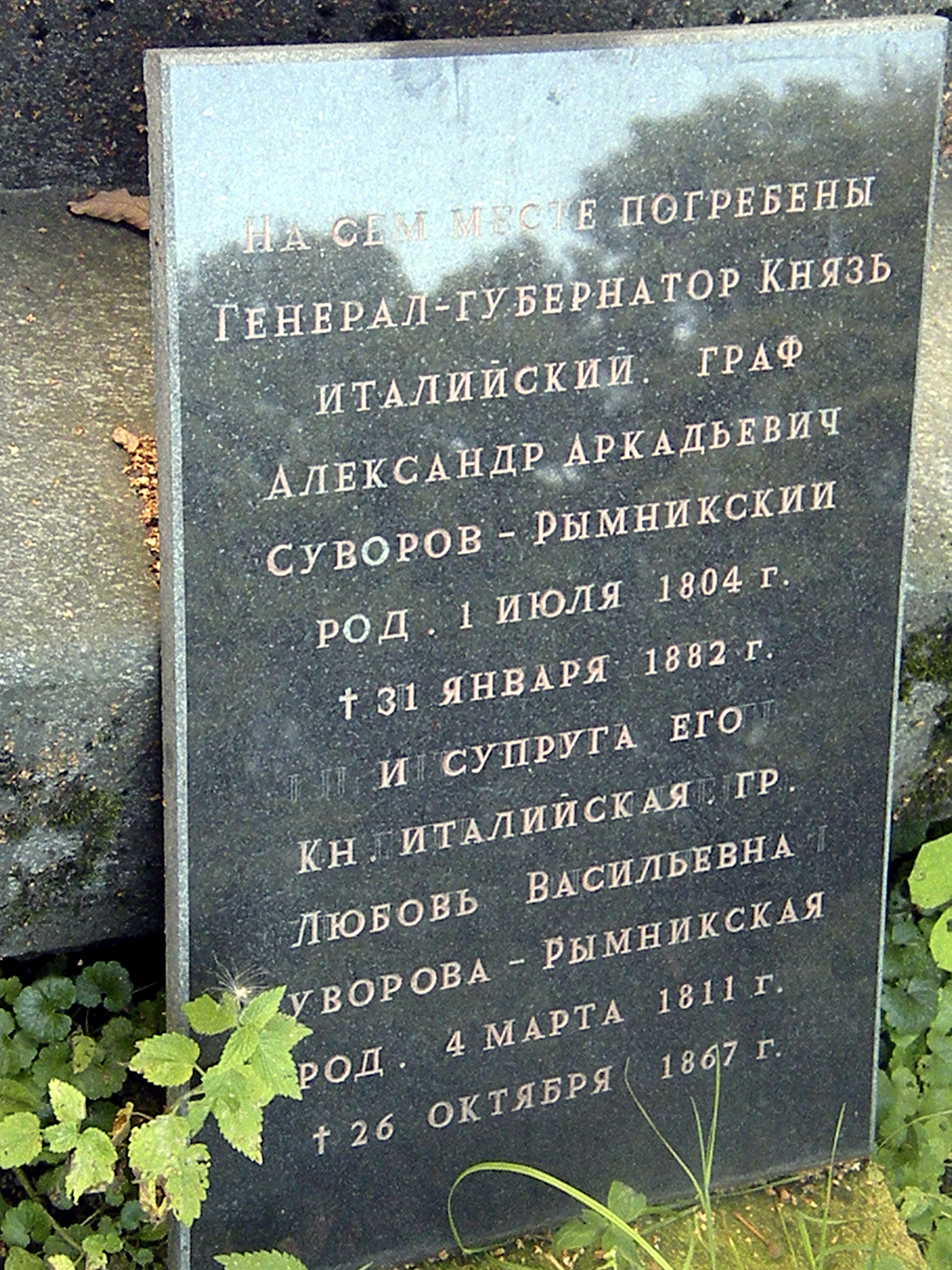
Эпитафия семьи Суворовых.
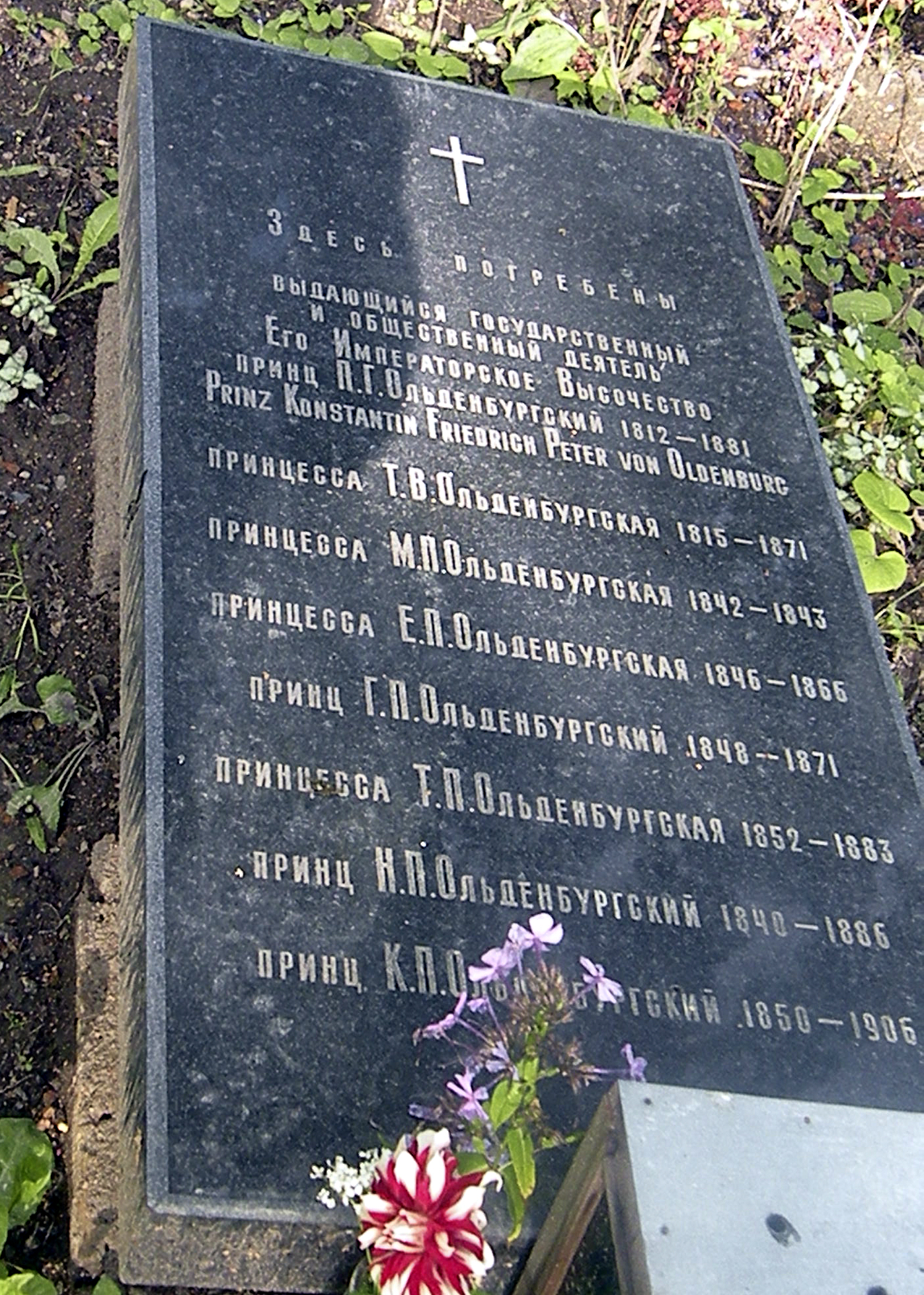
Эпитафия по принцам Ольденбургским.
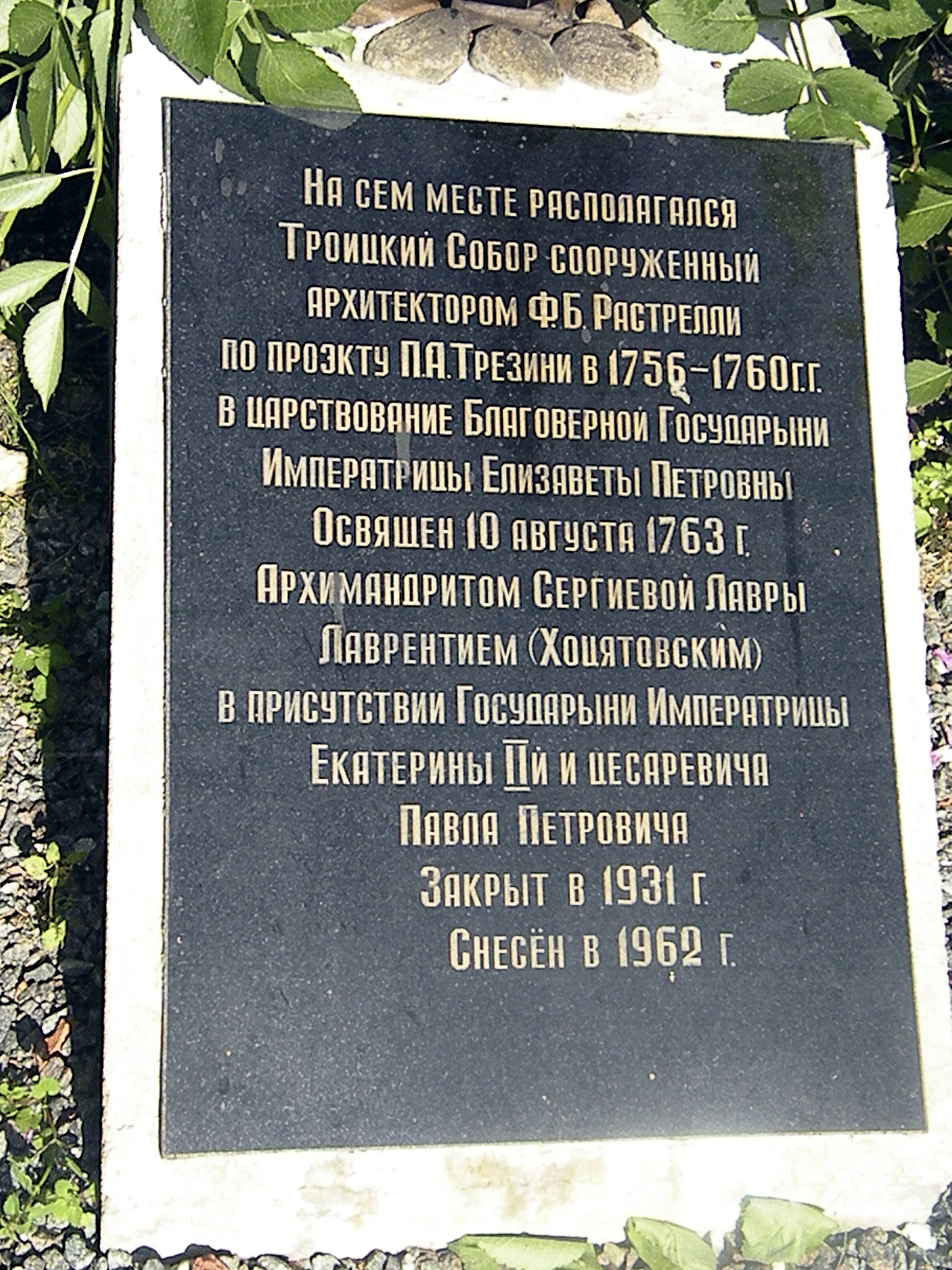
Память о соборе.

 Церковь Преподобного Сергия Радонежского 
Перестроена из более старой церкви в 1854 г, архитектором А. М. Горностаевым в византийском стиле. Освящение произведено 20.09.1859. Закрыт в 1920 г. и сохранился до сего времени в сильно переделанном виде. Сейчас по большим церковным праздникам в бывшую обитель допускаются верующие.
Церковь Святителя Григория Богослова (кушелевская)
Заложена над могилой Г. Г. Кушелева в 1855 и освящена 11.05.1857. Сохранилась в переделанном виде.

## Воскресенский Новодевичий монастырь
/ Московский (Забалканский) проспект, 100/

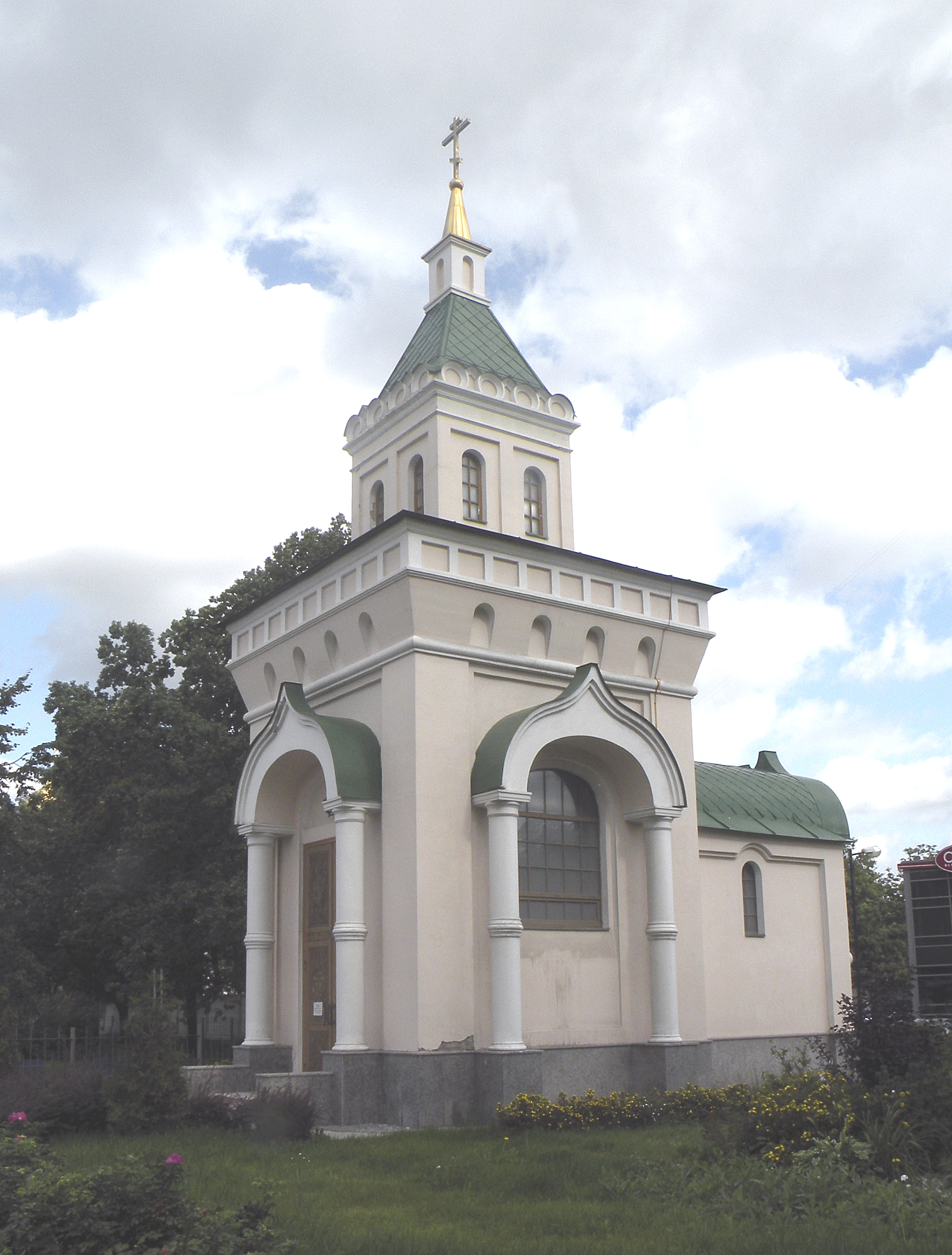
Часовня при Новодевичьем монастыре

.Собираясь удалиться под старость в монастырь, Императрица Елизавета Петровна повелела на месте Смольного двора, вблизи которого стоял её загородный дворец, построить женский монастырь, который был заложен 30.10.1748 г. по проекту Б.Растрелли. Но уже к 1822 г. в монастыре не осталось ни одной монахини и монастырь практически прекратил своё существование.

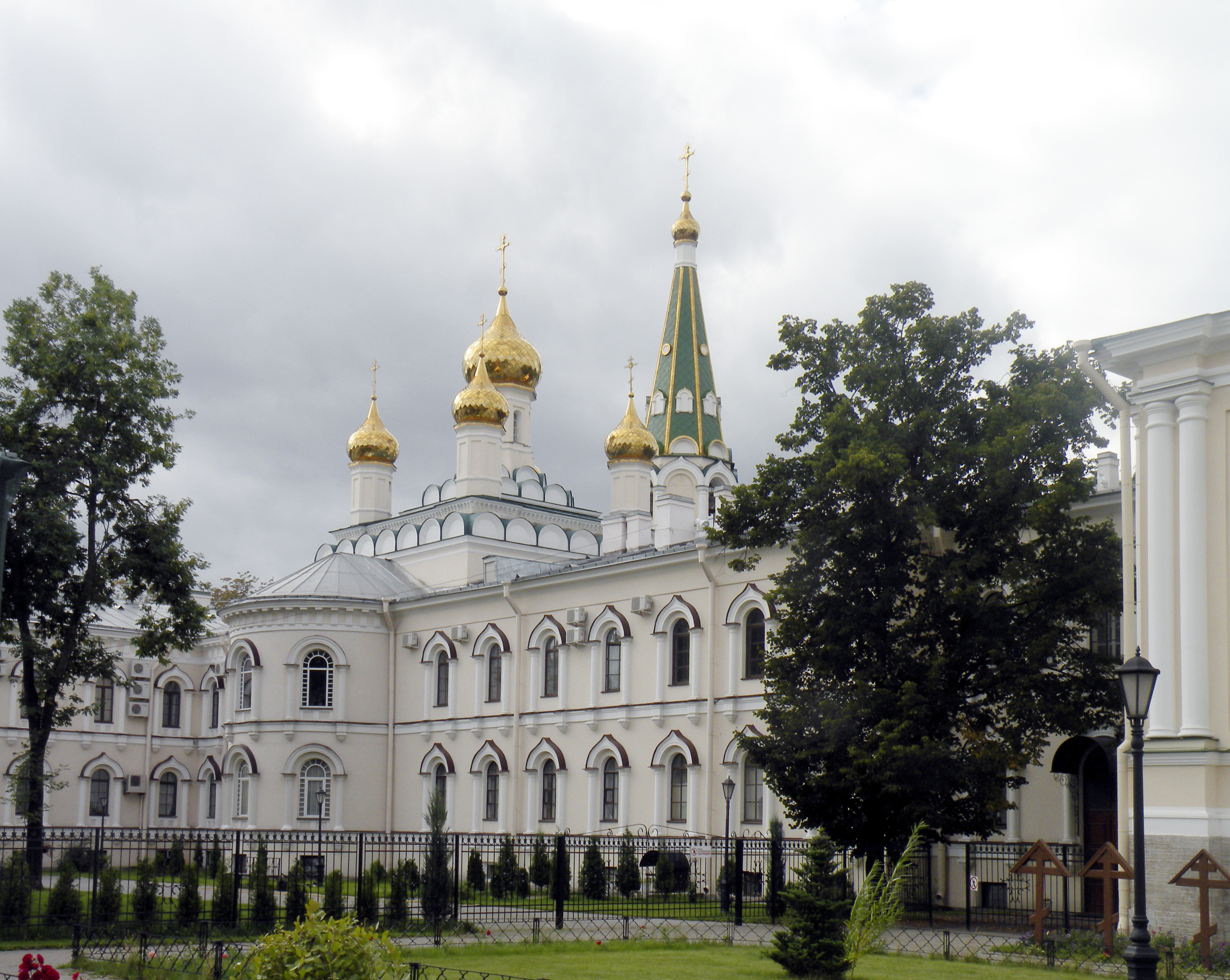
Новодевичий монастырь. Южное крыло

14.03.1845г. Николай Первый подписал указ о возобновлении монастыря, местом для которого монахини выбрали лесистый участок у Московских триумфальных ворот, где и была заложена обитель 3.11.1849 г. Автором комплекса и прилегавшего к нему кладбища был Н.Е.Ефимов. После его смерти строительством руководил Л.Л.Бонштедт, а позже-Н.А.Сычёв .
Это кладбище любило и петербургское дворянство, и именитое купечество. Здесь было много высокохудожественных памятников, за которыми следили специально назначенные сестры, в их служение входило и поддержание огня в неугасимых лампадах. На кладбище были похоронены Ф.И.Тютчев, Н.А.Некрасов, М.А.Врубель, А.Н.Майков,А.Я Головин .
В феврале 1932г. Все здоровые члены обители были арестованы, а больные заперты в отдельной комнате, где они все постепенно умерли. Уже в 1927 г. в монастыре находился Ленинградский Епархиальный совет и покои митрополит а. В1933 г. церковная жизнь прекратилась, колокольня монастыря была взорвана. В сохранившихся изуродованных зданиях впоследствии разместился Научно-исследовательский институт электромашиностроения.
В 1994 г. начался процесс возвращения комплекса верующим. В настоящее время многие здания монастыря восстановлены.
 Храм Воскресения Христова 

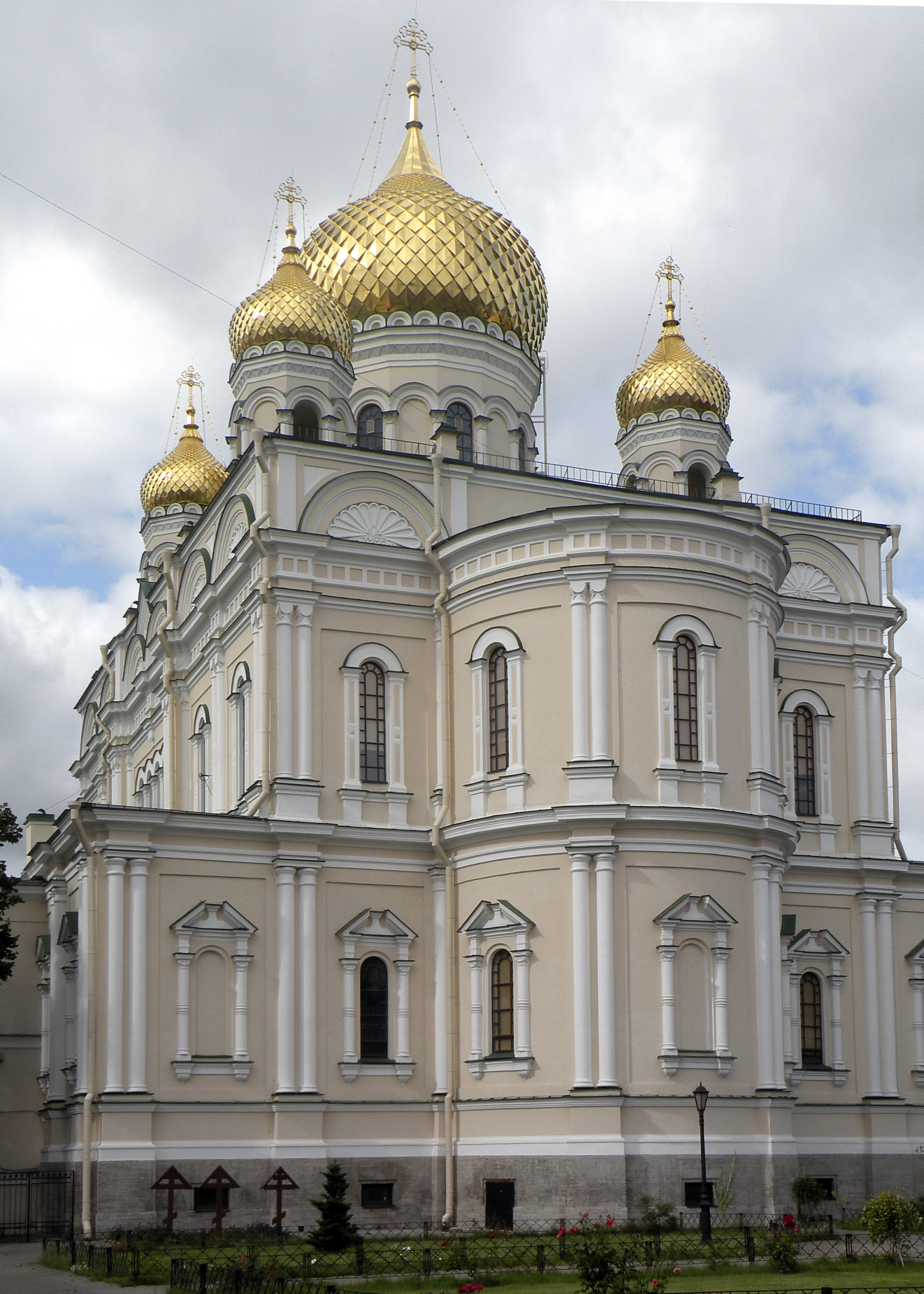
Храм. Воскресения Христова. Новодевичий монастырь

Заложен вместе с монастырём. Освящён 2 июля 1861 года. В 31.05.1932 г. было принято решение переделать храм в универсальный магазин и собор был закрыт и изуродован. Колокольня взорвана в 1933 году.

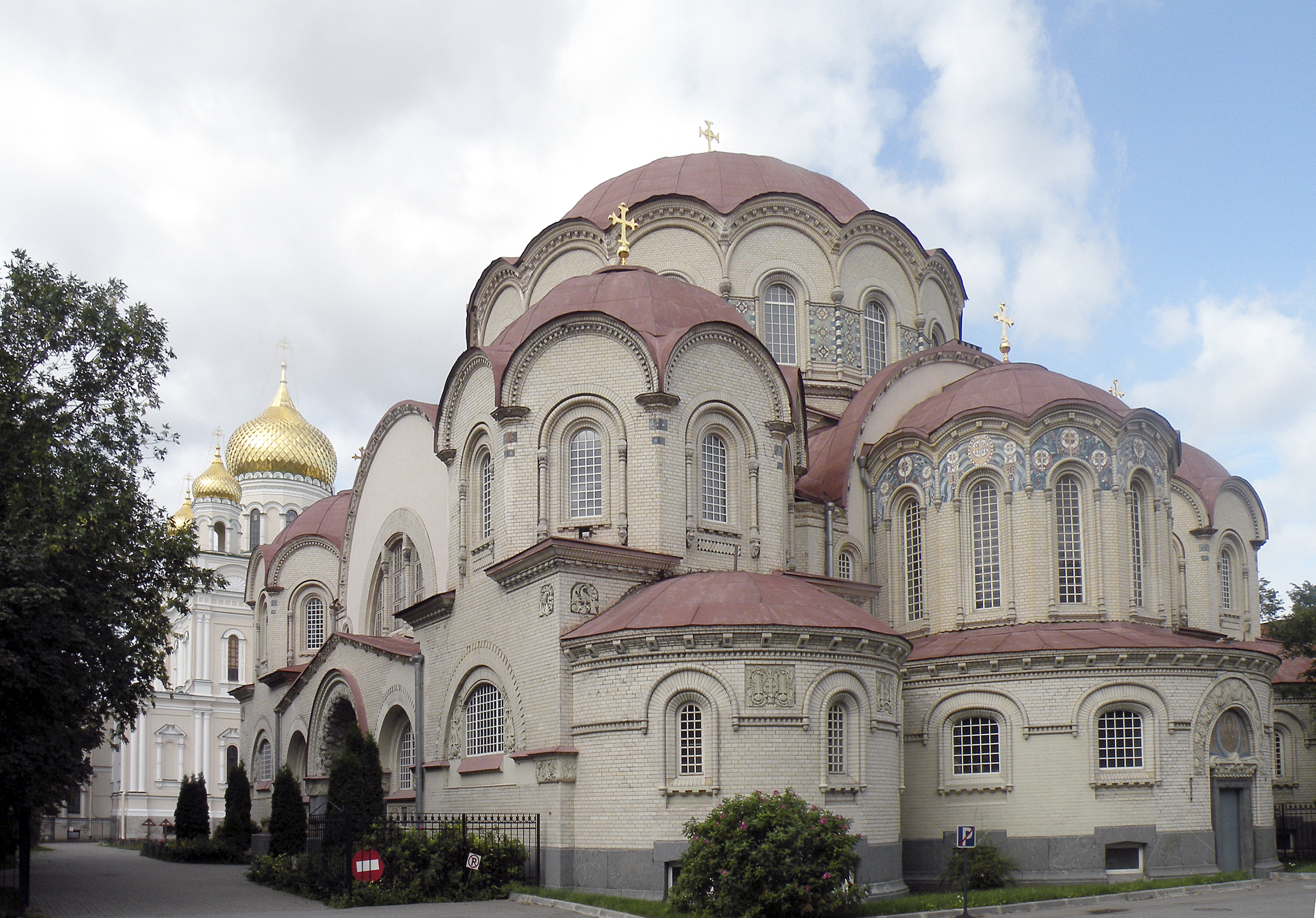
Собор Божией Матери Казанской и церковь Воскресения Христова. Новодевичий монастырь.

 Собор Божией Матери Казанской и церковь Воскресения Христова  
В 1906 году было принято решение заменить существующую деревянную церковь. Современное здание церкви было заложено 8.06.1908 г. по проекту В. А. Косякова, который предусмотрел в церкви усыпальницу их 340 склепов. Освящение церкви было проведено уже после Октябрьской революции. Но в 1927 г. церковь была закрыта и использовалась как цех. В декабре 1990 г. в крипте церкви начала свои богослужения община святых Новомучеников Российских Русской Зарубежной Церкви. При хрущевских гонениях церковь собирались взорвать, были пробиты шурфы для взрывчатки, но по неизвестной причине этого не произошло.
В настоящее время церковь восстановлена и в ней ведётся богослужение. Рядом с церковью находится памятник в форме надгробия В. А. Косякову.

## Иоанновский женский монастырь (Санкт-Петербург)
/набережная реки Карповки, 45/

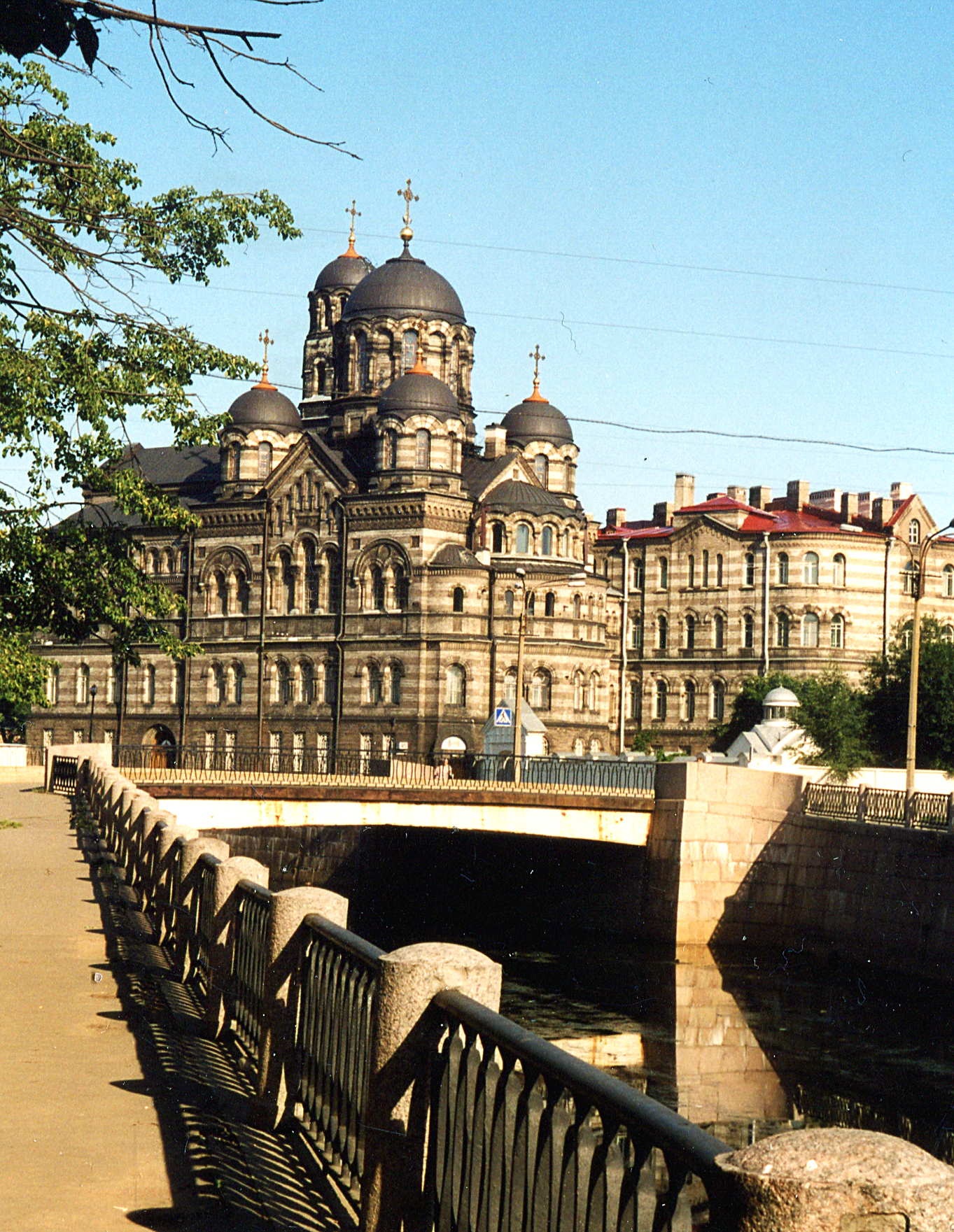
Иоанновский женский Новодевичий монастырь

Русские переселенцы на земли, занятые языческими племенами, обитавшими в бассейне реки Пинеги создали куст деревень, названный «Сура поганая» (языческая). Из этих мест происходил будущий Молитвенник Земли Русской, отец Иоанн Кронштадтский.
Обитель строилась по проекту епархиального архитектора Никонова Н. Н..
Основан Молитвенником Земли Русской, отцом Иоанном Кронштадтским для подворья, в которое приезжали из родного Иоанну поселка Суры («Сура поганая» — то есть языческая) на реке Пинеге сестры-монахини. 17.01.1901 была освящена церковь святого покровителя Иоанна — Иоанна Рыльского. В том же году церковная община обращена в монастырь, а подворье- в самостоятельную обитель. Иоанн Кронштадтский был погребен в крипте под зданием обители.15.10.1923г. здание отдали под клуб. 1.03.1926 г. был замурован вход в усыпальницу Иоанна. Одной из причин были необъяснимые наблюдавшиеся там световые явления . В 1989 году монастырь вернули верующим.